# Římskokatolická farnost Zálesní Lhota
Římskokatolická farnost Zálesní Lhota je územním společenstvím římských katolíků v rámci jilemnického vikariátu královéhradecké diecéze.

## O farnosti

### Historie
Původně byla Zálesní Lhota filiálkou studenecké farnosti, samostatnou farností je od roku 1867.
Farní kostel sv. Jana Nepomuckého v Zálesní Lhotě je novogotickou stavbou z 19. století.

### Současnost
Farnost je administrována ex currendo ze Studence u Horek.
| Kostel                      | Místo         | Bohoslužba | Bohoslužba | Poznámka     |
| --------------------------- | ------------- | ---------- | ---------- | ------------ |
| Kostel sv. Jana Nepomuckého | Zálesní Lhota | neděle     | 11.00      | farní kostel |